# Đurđevac
Đurđevac (lokal kroatisk dialekt: Đurđevec, ungerska: 
Szentgyörgyvár, tyska: Sankt Georgen) är en stad i Kroatien. Staden har 8 862 invånare (2001) och ligger i Koprivnica-Križevcis län i centrala Kroatien. 

## Historia
1267 nämns staden Đurđevac för första gången i ett dokument utfärdat av den kroatisk-ungerske kungen Béla IV. Under 1400-talet utvecklades staden till ett samhälle och köpstad. Under 1500-talet blev Đurđevac en viktig garnisonsstad. Staden inkorporeras i Militärgränsen som hade inrättats av habsburgarna för att skydda riket och stoppa osmanernas vidare expansion norrut. 1532 återvände den osmanska sultanen Süleyman I och hans styrkor till Istanbul från en misslyckad militär aktion i ungerska Kiseg. Under tillbakadragandet passerade de Đurđevac och staden och dess omgivningar skövlades. Staden dominerades under denna tid av den kroatisk-ungerska adelsfamiljen Ernušt. Sedan den siste medlemmen av familjen avlidit tillföll stadens borg kejsaren Ferdinand I som förlänade den till kaptenen Luka Sekelj vars uppgift blev att organisera försvaret av Podravina gentemot osmanska attacker. Staden och dess omgivningar skulle dock även fortsättningsvis utsättas för osmanska angrepp som utgick från vad som idag är Bosnien och Hercegovina. I samband med freden vid Žitva 1606 upphörde osmanernas intagningsförsök nästan helt. 1871 lät kejsaren Frans Josef I formellt upplösa Militärgränsen och Đurđevac inkorporeras i det civila Kroatien som var underställt den kroatiska banen.

## Arkitektur
Stadens borg Stari Grad uppfördes troligtvis 1477-1488 av biskopen av Pécs, Sigismund Ernušt. Borgen var tidigare även känd under det tyska namnet Wasserburg (vattenborgen). Utgrävningar har visat att den under medeltiden var mycket större än den är idag. Stari Grad-borgen renoverades under 1980- och 1990-talet och hyser idag ett galleri och en restaurang. Stadens främsta kyrka, Sankt Georgs kyrka (Crkva svetog Jurja), är tillägnad stadens skyddshelgon och uppfördes 1928. 